# LEAPS
LEAPS (acrònim de longterm equity anticipation security), en finances, són opcions amb un venciment superior a un any. Avui dia hi ha LEAPS sobre més de 2.500 accions i 20 índexs. De la mateixa manera que amb les tradicionals opcions amb venciment inferior a 1 any, hi ha call-LEAPS i put-LEAPS.
Les opcions foren originalment creades amb venciments de 3, 6, i 9 mesos, sense existir opcions per a períodes superiors a un any, forçant per tant a fer roll-overs si pretenia cobrir aquest període. Les LEAPS foren creades a principis dels 1990 per tal de cobrir aquest buit i normalment tenen un venciment de fins a dos anys. Les LEAPS sobre accions sempre expiren el mes de gener, de manera que per exemple, si avui fos novembre del 2009, hom vol comprar calls sobre Microsoft, té disponibles opcions amb venciment gener 2010 i LEAPS amb venciment gener 2011 i gener 2012; s'ha de tenir en compte però que, com sempre, a major venciment més cara serà l'Option premium.
Quan es crearen les LEAPS a principis dels 1990 tan sols estaven disponibles sobre accions, però més recentment s'han creat sobre índexs. Les LEAPS són emprades com un instrument per a la reducció del risc per part dels inversors. A tall d'exemple, en un article a la revista Stocks, Futures and Options (SFO), Dan Haugh suggerí que els inversos poden protegir-se del risc sistèmic considerant la compra d'un fons d'inversió cotitzat i «..comprant una put-LEAP sobre aquest ETF.»